# Bocula hedleyi
Bocula hedleyi là một loài bướm đêm thuộc họ Noctuidae. Nó được tìm thấy ở Borneo.
Sải cánh dài 14–16 mm.